# ミサ曲第3番 (シューベルト)

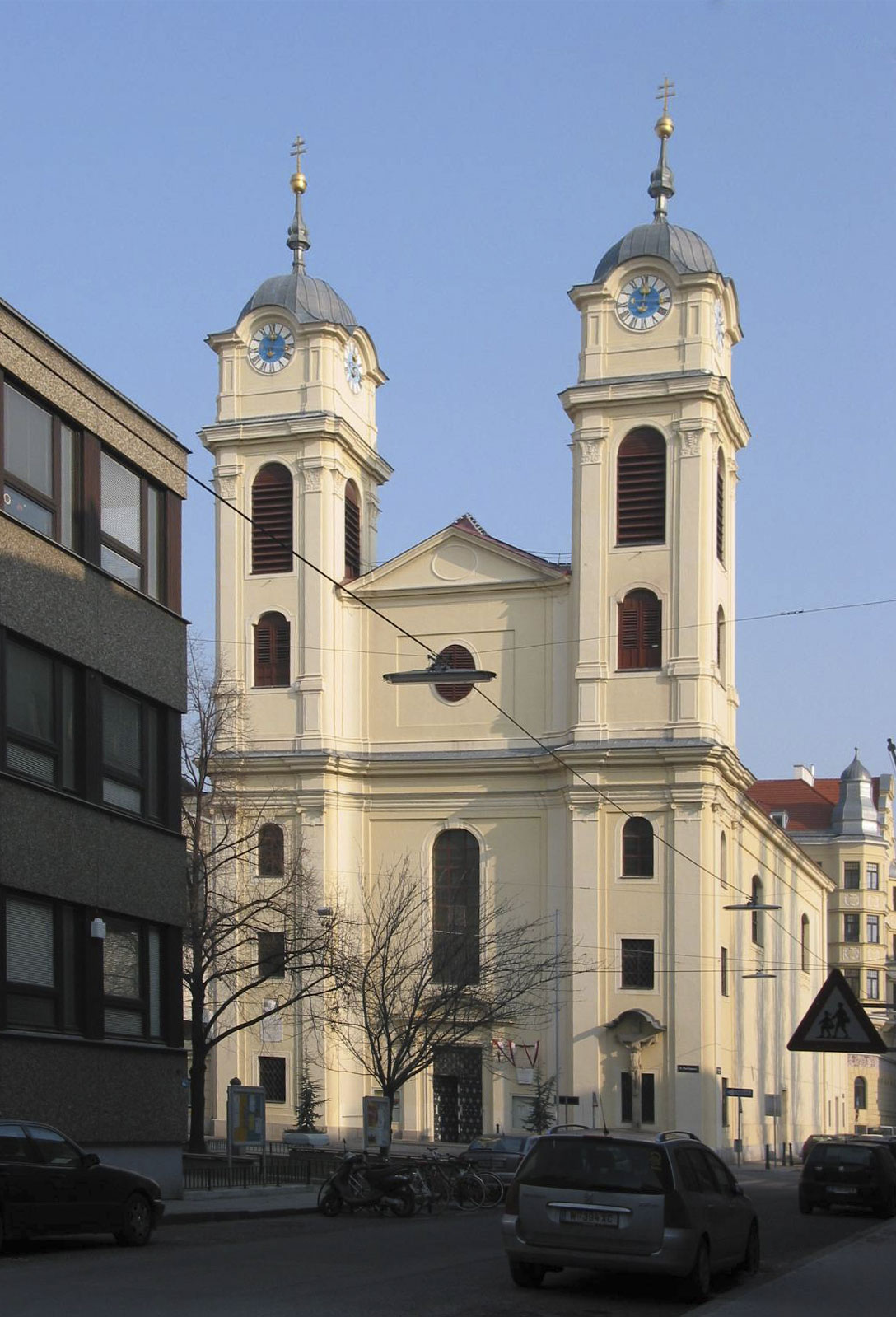
リヒテンタール教区教会。

ミサ曲第3番 変ロ長調 D324 は、フランツ・シューベルトが1815年に作曲したミサ曲。演奏時間はミサ・ブレヴィスとなろう長さであるが、トランペット、ティンパニ、木管楽器を用いるその大きな管弦楽的効果はミサ・ソレムニスの分類にもあてはまる。

## 概要

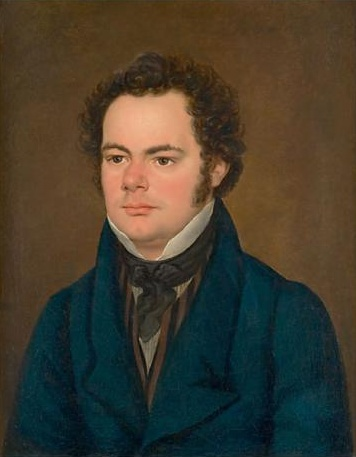
シューベルトの肖像。フランツ・アイブル画。1827年

シューベルトは本作をミサ曲第2番完成から数か月経った1815年11月11日に書き始めている。いかなる演奏機会を見込んで作曲されたのかは分かっていないが、初演のソプラノを担当したのはテレーゼ・グロープであっただろうと考えられている。これは本作がリヒテンタール教区教会のために書かれたということを意味しており、シューベルトは深い恋心を抱いていたグロープと共に過ごす時間を作ろうともしていたのではないかと思われる。
本作の規模の大きな管弦楽編成と拡張された管弦楽による間奏はハイドン風であると呼ばれており、とりわけハイドンの『ネルソン・ミサ』が強い影響を与えた作品として引き合いに出されてきた。モーツァルトやバッハへの言及もなされている。
初演の状況についてはよくわかっていないが、このミサ曲はウィーン外部でよく知られていた。シューベルトが兄のフェルディナントから受け取った1824年10月6日の手紙では、彼がハインブルクにおいてあるミサ曲の演奏のためにオルガンを弾いてほしいと頼まれたと語られている。そのミサ曲は招待客が素性を知らない有名な作曲家の作品だった。受け取ってみて、フェルディナントはこれが自分の弟の楽曲であると気づいたのであった。

## 編成
ソプラノ、アルト、テノール、バス独唱、混声合唱、トランペット2、ティンパニ、オーボエ2、ファゴット2、ヴァイオリン2部、ヴィオラ、通奏低音（チェロ、コントラバス、オルガン）

## 楽曲構成
全6曲から成る。演奏時間は約30分。下表は合唱譜から作成されたもの。略記はソプラノ（S）、アルト（A）、テノール（T）バス（B）、混声合唱（SATB）の意。
| 番号 | パート           | インキピット               | 声部         | 速度表示                 | 調性     | 拍子        |
| ---- | ---------------- | -------------------------- | ------------ | ------------------------ | -------- | ----------- |
| 1    | キリエ           |                            | SATB S A T   | アダージョ・コン・モート | 変ロ長調 | 3/4         |
| 2    | グローリア       |                            | SATB         | アレグロ・ヴィヴァーチェ | 変ロ長調 | common time |
| 2    | グローリア       | Gratias agimus tibi        | S T          | アレグロ・ヴィヴァーチェ | 変ロ長調 | common time |
| 2    | グローリア       | Domine Deus, Rex coelestis | SATB         | アレグロ・ヴィヴァーチェ | 変ロ長調 | common time |
| 2    | グローリア       | Domine Deus, Agnus Dei     | B T S SATB   | アダージョ               | ニ短調   | 3/4         |
| 2    | グローリア       | Quoniam tu solus sanctus   | SATB         | アレグロ・ヴィヴァーチェ | 変ロ長調 | common time |
| 3    | クレド           | Credo in unum Deum         | SATB         | アレグロ・ヴィヴァーチェ | 変ロ長調 | 3/4         |
| 3    | クレド           | Et incarnatus est          | B S A T      | アダージョ               | ヘ短調   | common time |
| 3    | クレド           | Crucifixus                 | SATB         | アダージョ               | ヘ短調   | common time |
| 3    | クレド           | Et resurrexit              | SATB         | アレグロ・ヴィヴァーチェ | 変ロ長調 | 3/4         |
| 4    | サンクトゥス     |                            | SATB         | アダージョ・マエストーソ | 変ロ長調 | common time |
| 5    | ベネディクトゥス |                            | S A T B      | アンダンテ・コン・モート | ヘ長調   | common time |
| 5    | ベネディクトゥス | Osanna                     | SATB         | アンダンテ・コン・モート | 変ロ長調 | common time |
| 6    | アニュス・デイ   |                            | S A T SATB   | アンダンテ・モルト       | ト短調   | common time |
| 6    | アニュス・デイ   | Dona nobis pacem           | S A T B SATB | アレグロ・モデラート     | 変ロ長調 | 6/8         |